# Jinshui (socken i Kina)
Jinshui (kinesiska: 锦水街道, 锦水) är en socken i Kina. Den ligger i provinsen Shandong, i den östra delen av landet, omkring 64 kilometer sydväst om provinshuvudstaden Jinan.
Genomsnittlig årsnederbörd är 814 millimeter. Den regnigaste månaden är juli, med i genomsnitt 274 mm nederbörd, och den torraste är januari, med 7 mm nederbörd.